# Aeropuerto Internacional Matecaña

i7
i11
i13
Der Flughafen Pereira (spanisch offiziell Aeropuerto Internacional Matecaña; IATA-Code: PEI; ICAO-Code: SKPE) ist der Flughafen der kolumbianischen Stadt Pereira im Departamento Risaralda. Er liegt ca. fünf Kilometer westlich des Stadtzentrums und gehört der Stadt Pereira, die auch für den Betrieb des Gebäudes zuständig ist. Die Abwicklung des Flugbetriebs erfolgt durch die Gesellschaft Aerocivil. Der Flughafen dient vor allem dem Inlandsverkehr, hauptsächlich für Flüge von und nach Bogotá. Die beiden einzigen internationalen Verbindungen bestehen nach Panama und Miami.
Die Idee für den Bau des Regionalflughafens – später ein wichtiger Impuls für die Entwicklung der Kaffeezone Kolumbiens – entsprang einer Initiative von begeisterungsfähigen Zivilisten der Stadt Pereira, die es fertigbrachten, die Bevölkerung dafür zu motivieren, an dem Projekt tatkräftig mitzuwirken. Dies war damals ein für Kolumbien einmaliger Vorgang. Die Entscheidung für einen Flughafen fiel am 18. August 1944. Die Stadt Pereira stellte vier Hektar Land zur Verfügung und ließ im Stadtteil Matecaña eine Startbahn von 1800 m Länge errichten. Das erste Flugzeug, eine Douglas DC-3/C-47, landete am 24. Juli 1947. Das Einzugsgebiet des Flughafens umfasst ca. drei Millionen Bewohner.
Das Passagierterminal wurde ab 1974 gebaut und am 22. Oktober 1976 eingeweiht. Im Jahr 1982 wurde es erweitert. Seit Dezember 1991 können die Passagiere über Fluggastbrücken einsteigen. Das Frachtterminal wurde 1979 erstellt und 1985/86 erweitert.